# 宮城大学
宮城大学（みやぎだいがく、英語: Miyagi University）は、宮城県（広域仙台都市圏）にある公立大学。略称は宮城大（みやぎだい）、MYU。

## 概観

### 大学全体
1997年（平成9年）4月に開学した、宮城県初の4年制県立大学である。2005年（平成17年）には宮城県農業短期大学を併合した。

### 建学の理念
宮城大学は建学の理念を「ホスピタリティ精神とアメニティ感覚に溢れ、高度な専門性と実践的能力を身につけた、地域の発展をリードし、世界に貢献できる人材を育成するとともに、学術・文化の向上と豊かで活力のある地域社会の形成に寄与する」としており、地域に根差し、地域・社会に貢献することを方針としている。
なお、都道府県名が校名となっている大学の中で公立なのは当校と長野大学の2校のみであり、長野大学が2017年に公立化するまでは当校が全国で唯一、都道府県名のみを名乗る公立大学だった。

## 沿革

### 略歴
本間俊太郎・宮城県知事（当時）が構想を打ち出し、1993年（平成5年）4月には大学設置準備室も宮城県庁内に設置されたが、同年度より摘発が始まるゼネコン汚職事件で知事が逮捕されたため、開学が1年延期される影響を受けた。県が設置にかけた費用は約213億円。
1989年（平成元年）4月1日に政令指定都市に移行した仙台市の北辺にある泉パークタウン（政令市化の際に合併した泉市内）に、南側に凸の形で入り込む大和町小野地区の最南端を造成して校地（大和キャンパス）が造られた。当地は「仙台北部中核テクノポリス開発計画」（1986年12月：テクノポリス法で承認）の関連施設が並ぶ宮城県道264号大衡仙台線に面しており、仙台市都心部方面が2012年（平成24年）3月24日に開通後は宮城県庁まで道なりに約10km、仙台駅まで約12kmと、渋滞が無ければ30分程度でのアクセスが可能となった。
1997年（平成9年）4月、宮城県初の4年制県立大学として、看護学部・事業構想学部の2学部をもって開学した。同年度末には隣接地に県立の宮城県図書館も移転し、新設校である当校の蔵書の少なさを補完する形になった。
2001年（平成13年）より、宮城県農業短期大学（1952年設置。植物試験場は1875年設置）の4年制化が公式に検討され始め、同短大を閉校した上で跡地を太白キャンパスとして当校が受け継ぎ、食産業学部を2005年（平成17年）に設置した。なお、大和・太白の両キャンパスは、道なりに約20km離れている（一般道で約40分、高速道路経由で約30分）。
また、2001年（平成13年）より大学院の設置が始まり、2013年（平成25年）4月には修士課程・博士課程が設置された。
2013年（平成25年）11月29日、東日本大震災（2011年3月11日発生）からの復興、および、東北地方の医師不足等を理由に文部科学省が「東北地方における医学部設置認可に関する基本方針について」にて、東北地方において1校に限り医学部新設を認めると通達した。すると、一般財団法人厚生会（仙台厚生病院を運営）、学校法人東北薬科大学（東北薬科大学病院を運営）、一般財団法人脳神経疾患研究所（総合南東北病院等を運営）の3つのグループが申請に向けた動きを始めた。
応募締切の2014年（平成26年）5月30日が迫る中、5月25日に厚生会のグループ（東北福祉大学に医学部を設置し、大学病院を仙台厚生病院、栗原市立栗原中央病院、宮城県立循環器・呼吸器病センター等とする）が申請を断念し、5月27日に村井嘉浩・宮城県知事に協力を要請した。5月29日、厚生会のグループの構想の枠組みの一部を引き継ぐ形で、知事が県立の医学部を新設する方針を記者会見で表明した。その計画とは、（仮称）宮城大学医学部（あるいは宮城県立医科大学、定員60名）を設置し、栗原中央病院（北緯38度44分47.1秒 東経141度1分12.1秒、300床）および県立循環器・呼吸器病センター（北緯38度39分8.6秒 東経141度4分15.9秒、150床）を再編統合、大崎・栗原医療圏における余剰病床150床を活用して計600床の大学病院を栗原市に設置するもので、これらは当校の栗原キャンパス（建設費270億円）とするとした（大和・栗原の両キャンパス間は道なりに60km弱離れており、高速道路経由で約50分、一般道経由で約75分）。8月28日、審査結果が発表され、東北薬科大学（現・東北医科薬科大学）が選ばれた結果、医学部は設置されなかった。

### 年表
- 1993年（平成5年）
  - 4月 - 宮城県庁企画部県立大学設置準備室が設置[1]。
  - 10月4日 - ゼネコン汚職事件で本間俊太郎・宮城県知事（在任期間：1989年3月28日 - 1993年10月4日）が逮捕された。
- 1996年（平成8年）
  - 12月 - 宮城大学条例を制定[1]。　
  - 12月 - 大学設置の認可を受けた[1]。
- 1997年（平成9年）4月 - 宮城大学開学。看護学部・事業構想学部を設置。
- 2001年（平成13年）
  - 4月 - 大学院（修士課程）設置（看護学研究科・事業構想学研究科）[1]。
  - 4月 - 宮城県農業短期大学4年制化基本構想検討委員会を設置[1]。
- 2005年（平成17年） - 宮城県農業短期大学が閉校。短期大学跡地に食産業学部を設置（太白キャンパス）。
- 2008年（平成20年）4月 - 大学院（博士課程）設置（事業構想学研究科）[1]。
- 2009年（平成21年）
  - 4月 - 公立大学法人宮城大学設立（公立大学法人化）。
  - 4月 - 大学院（修士課程）設置（食産業学研究科）[1]。
- 2010年（平成22年）4月 - 大学院（博士課程）設置（看護学研究科）[1]。
- 2013年（平成25年）4月 - 大学院（博士課程）設置（食産業学研究科）[1]。
- 2017年（平成29年） - 3学部6学科から3学群6学類へ改組。
- 2022年（令和4年） - 食産業学群食資源開発学類の学生募集を停止し、生物生産学類を設置。

## 基礎データ

### 所在地
- 大和キャンパス（宮城県黒川郡大和町学苑）
- 太白キャンパス（宮城県仙台市太白区旗立）

### 象徴
- 略称として MYU（エムワイユー）を名乗っている。これは "MiYagi University" から取ったものである。

## 教育および研究

### 組織

#### 学群
- 看護学群
  - 看護学類
- 事業構想学群
  - 事業プランニング学類
  - 地域創生学類
  - 価値創造デザイン学類
- 食産業学群　
  - 生物生産学類（2022年4月設置）
  - フードマネジメント学類
  - 食資源開発学類（2022年4月学生募集停止）

#### 研究科
- 看護学研究科（博士前期課程・博士後期課程）
  - 看護学専攻
- 事業構想学研究科（博士前期課程・博士後期課程）
  - 事業構想学専攻
- 食産業学研究科（博士前期課程・博士後期課程）
  - 食産業学専攻

#### 付属機関
- 基盤教育群
- アドミッションセンター
- カリキュラムセンター
- スチューデントサービスセンター
- キャリア・インターンシップセンター
- 学術情報センター
- 情報システムセンター
- 国際交流・留学生センター
- 地域連携センター

## 施設

### キャンパス
宮城大学には以下に述べる２つのキャンパスがあり、新入生がお互いに交流できるように、春と秋に「コンボケーション・デイ」も開催される。

#### 大和キャンパス
- 使用学群・：看護学群、事業構想学群

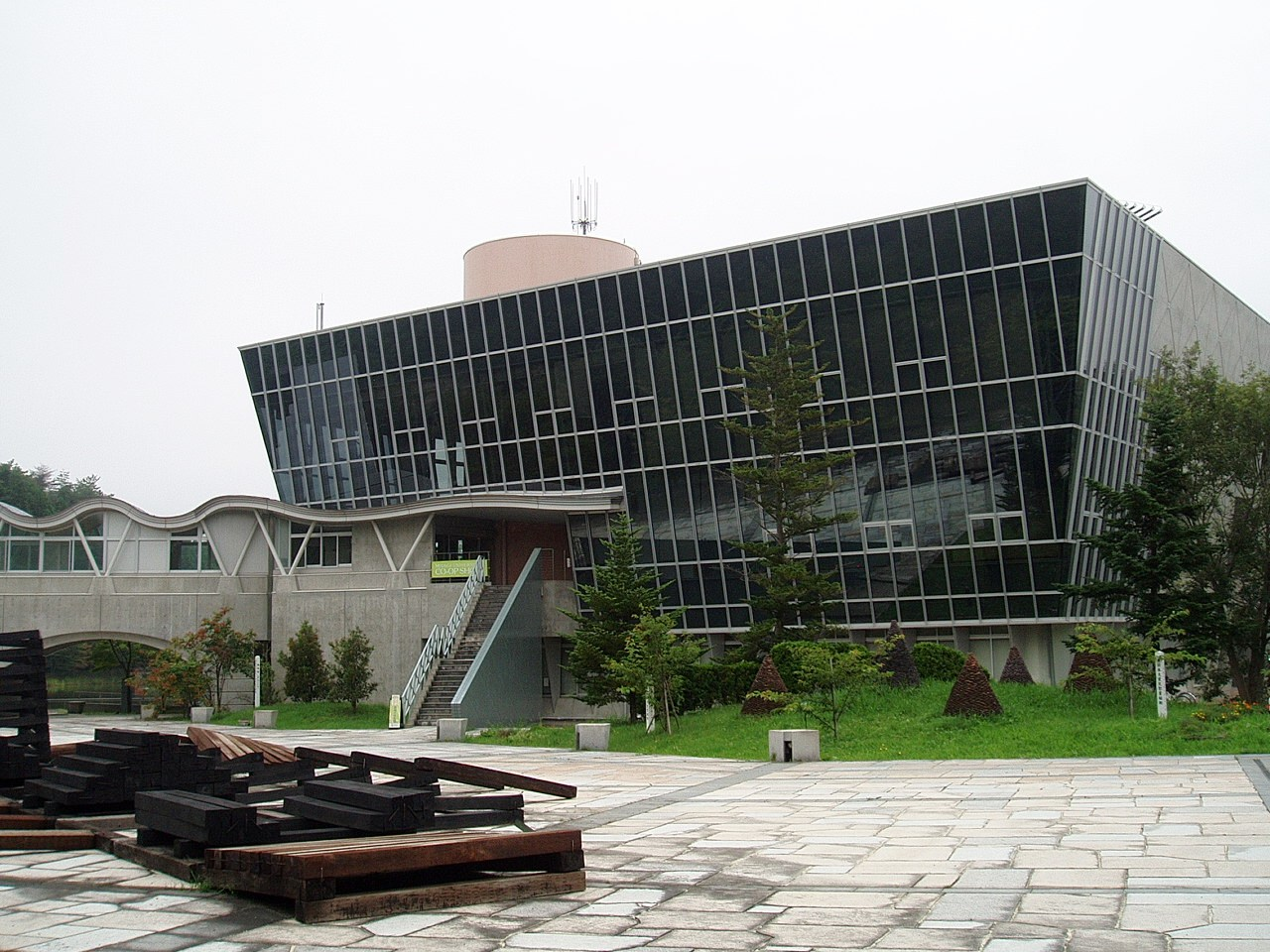
交流センター棟

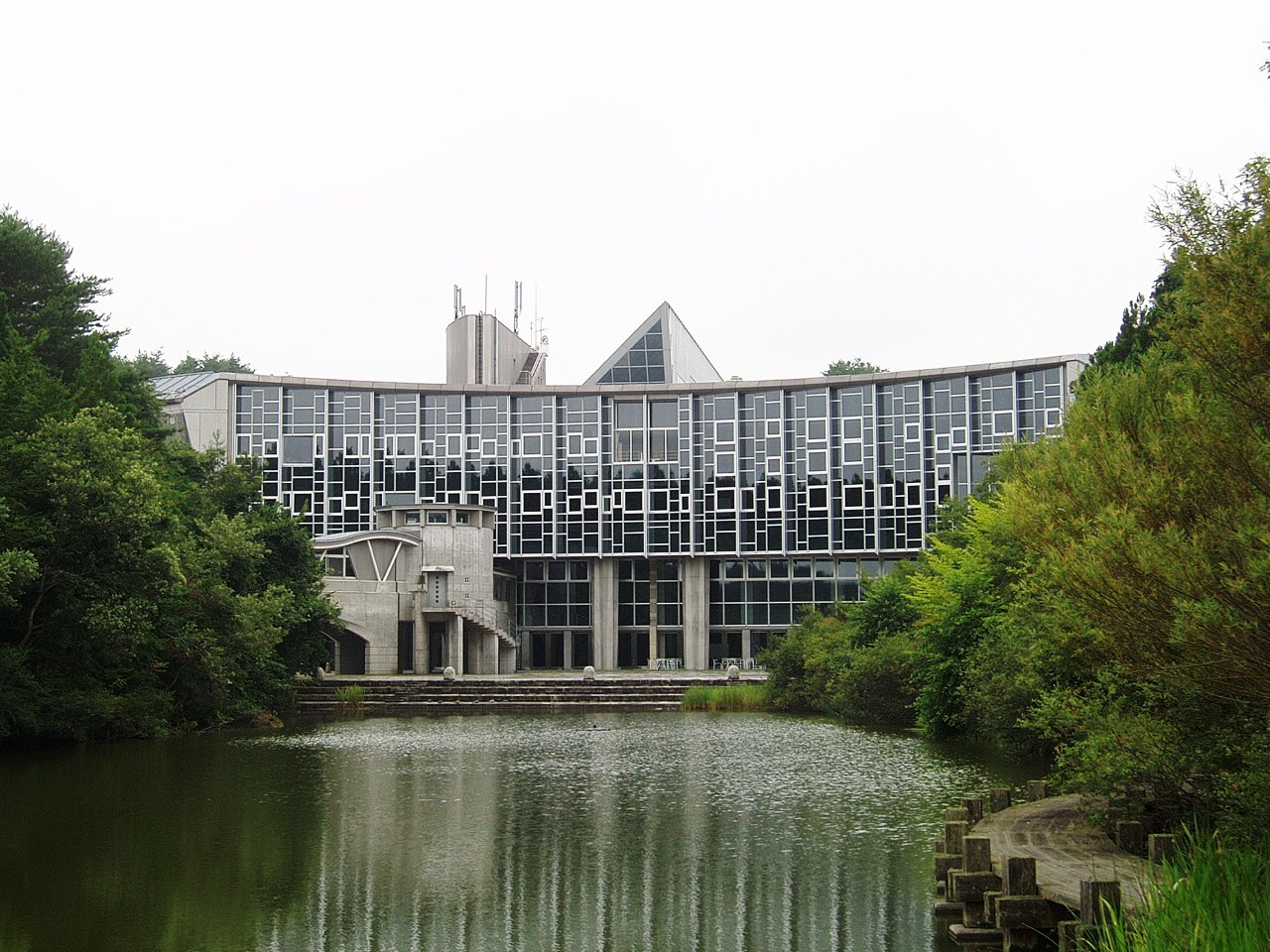
池越しに本部棟を望む

- 使用研究科：看護学研究科、事業構想学研究科
- 使用附属施設
  - 大学本部
  - 学術情報センター
    - 大和キャンパス図書館
- 交通アクセス
  - 仙台駅西口バスターミナル2番乗り場より、宮城大学行きで宮城大学・仙台保健福祉専門学校前下車。所要50分。
  - 地下鉄南北線泉中央駅バスターミナル3番乗り場より、宮城大学行き、宮城大学経由泉パークタウン行きで宮城大学・仙台保健福祉専門学校前下車。所要30 - 35分。
  - 地下鉄南北線泉中央駅バスターミナル3番乗り場より、寺岡・紫山経由泉パークタウン行きで宮城県図書館入口下車、徒歩
  - 自動車利用の場合、最寄りのインターチェンジは泉パーキングエリアスマートIC。車で10分。

大和キャンパスは、仙台市のベッドタウンである泉パークタウンの実質的に一部となっており、本学周囲には、宮城県図書館、仙台白百合学園、仙台保健福祉専門学校、産業技術センター、職業訓練センター、仙台ロイヤルパークホテル、泉スポーツパーク、泉パークタウンGCなどや、本学北西側には山林が広がっており、自然環境には恵まれた文京地区に立地している。ロイヤルパークホテルの隣りには、仙台泉プレミアム・アウトレットと泉パークタウン タピオが2008年10月16日に開業した。
本部がある大和キャンパスの敷地は、大和町と仙台市泉区にまたがって存在している。両市町の境界は、本学本部棟（大和町）と南側に隣接する宮城県図書館（仙台市）との間の小山の尾根線を通っているが、この小山全体が本学の敷地であるため、大和キャンパスの敷地は仙台市部分にも及んでいる。この影響からか、住所は大和町だが、当地における郵便事業の集配関連の管轄は郵便事業泉西支店となっている（正確には、大和町のうち「学苑」のみ、郵便事業泉西支店が担当する。それ以外の地域は新仙台支店の吉岡集配センターないしは鶴巣集配センターのいずれか）。
小山には宮城県図書館との間にミニハイキングコースが存在する。また、大学正門が面する東側には宮城県道264号大衡仙台線が通る。
奥まで歩いていかないと見えない本部棟は、初めて見る人からするとUFOをモチーフにした外見、中に入ったところにある司馬遼太郎の小説「坂の上の雲」をイメージした大階段に圧倒される。また、東日本大震災で犠牲となった学生の追悼と復興を祈念し、静岡県立大学と東海大学から寄贈されたカワヅザクラが植樹されている。

#### 太白キャンパス
- 使用学群：食産業学群
- 使用研究科：食産業学研究科
- 使用附属施設：太白キャンパス図書館
- 交通アクセス

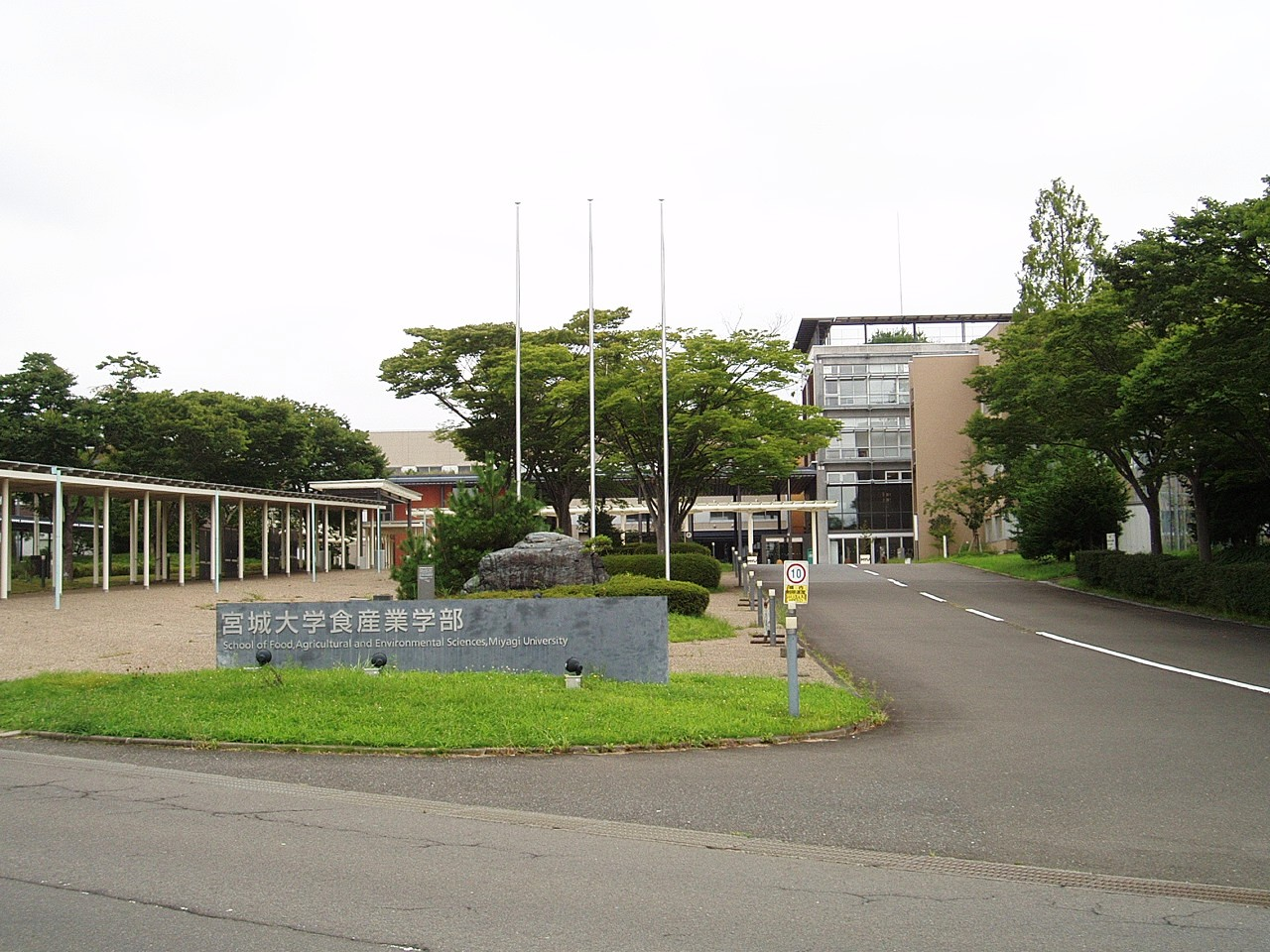
太白キャンパス入り口

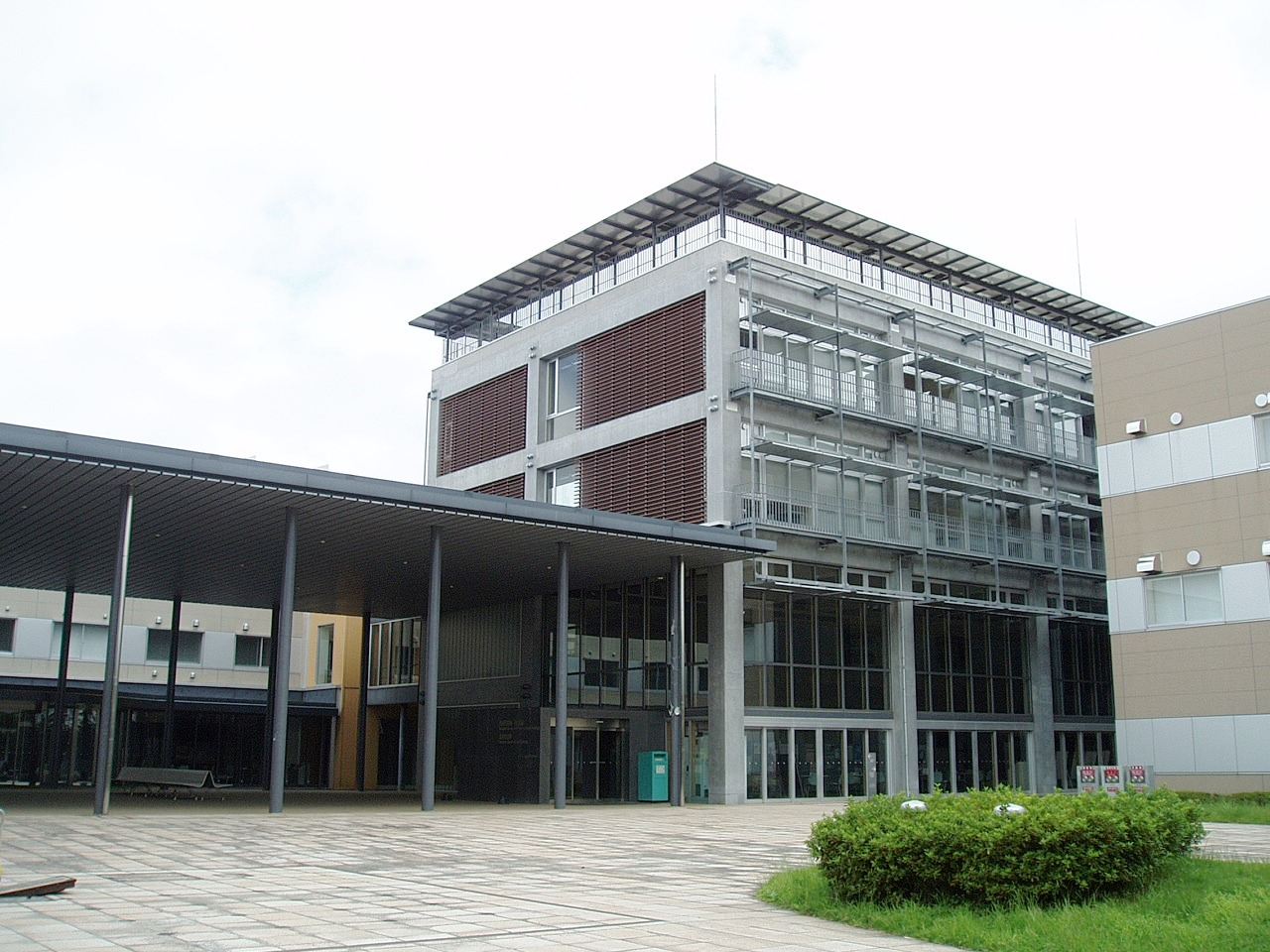
太白キャンパス研究棟

  - 長町駅より、仙台南ニュータウン行きまたは日本平行きで宮城大学食産業学部前下車。所要25分（同バスは長町南駅も経由し、ここから所要20分）。
  - 自動車利用の場合、最寄りのインターチェンジは仙台南インターチェンジ。車で10分。

宮城県立として、本学とは別に存在した宮城県農業短期大学が閉校し、後に本学のキャンパスの1つとなった。食産業学群が設置されている。キャンパスの標高は126m。

### 関連施設

#### 食産業学群附属坪沼農場
- 使用学群：食産業学群
- 使用研究科：食産業学研究科

## 対外関係

### 地方自治体との協定
- 宮城大学と大崎市との連携協力に関する協定（2007年締結）
- 宮城大学と気仙沼市との連携協力に関する協定(2007年締結)
- 宮城大学と白石市との連携協力に関する協定(2010年締結)
- 宮城大学と南三陸町との連携協力に関する協定(2010年締結)
- 宮城大学と加美町との連携協力に関する協定(2012年締結)
- 公立大学法人宮城大学と宮城県美里町との連携協力に関する協定(2013年締結)
- 公立大学法人宮城大学と大和町との連携協力に関する協定(2015年締結)
- 利府町と公立大学法人宮城大学との連携協力に関する協定(2016年締結)
- 公立大学法人宮城大学と角田市との連携協力に関する協定(2017年締結)
- 公立大学法人宮城大学と富谷市との連携協力に関する協定(2017年締結)
- 蔵王町と公立大学法人宮城大学との連携協定に関する協定(2018年締結)

### 他大学との協定
- 学都仙台コンソーシアム
- 放送大学[12]
- 奈良県立大学